# Tyttholeon puerilis
Tyttholeon puerilis is een insect uit de familie van de mierenleeuwen (Myrmeleontidae), die tot de orde netvleugeligen (Neuroptera) behoort. 
Tyttholeon puerilis is voor het eerst wetenschappelijk beschreven door Adams in 1957.